# آنول واتس
آنول واتس (نام علمی: Anolis wattsi) نام یک گونه از سرده آنول است.